# شارل پرو
شارل پرو (به فرانسوی: Charles Perrault)، (زاده ۱۲ ژانویه ۱۶۲۸ – درگذشته ۱۶ مه ۱۷۰۳) شاعر و داستان‌سرای فرانسوی بود که سبک جدید قصه‌ها و افسانه‌های شاه پریان را در ادبیات بنیان نهاد. داستان‌های مشهور او تا به امروز بارها چاپ و به صورت اپرا، باله، نمایشنامه، موزیکال و فیلم بازگویی شده‌اند.

## آثار
- شنل‌قرمزی
- زیبای خفته
- گربه چکمه‌پوش
- سیندرلا
- مرد ریش آبی
- پریان (الماس‌ها و وزغ‌ها)
- گریزلدای بردبار